# Себальос, Хуан Баутиста
Хуан Баутиста Лорето Мусио Франсиско Хосе де Асис де ла Сантисима Тринидад Себальос Гомес Саньюдо (исп. Juan Bautista Ceballos; 13 мая 1811, Виктория-де-Дуранго Новая Испания — 20 августа 1859, Париж) – мексиканский  политический и государственный деятель XIX века, временный президент Мексики с 6 января по 8 февраля 1853 года. По профессии — адвокат и судья. Умеренный либерал.

## Биография
Изучал право в Мичоаканском университете Сан-Николас-де-Идальго. Работал адвокатом. 
Был членом Либеральной партии. В 1842 г. и 1851 г. избирался в Конгресс Мексики.
С мая 1852 года по январь 1853 года был председателем Верховного суда Мексики. В начале января 1853 года занял пост временного президента страны.
После того, как Конгресс отклонил многие из его инициатив, 19 января 1853 г. он распустил его, призвав к созыву конституционного собрания. Конгресс продолжал работу. Это привело к вмешательству гарнизона Мехико под командованием Мануэля Роблеса Песуэлы , который сместил Себальоса и назначил генерала Мануэля Марию Ломбардини президентом страны.
Умер в Париже. Похоронен на кладбище Пер-Лашез.